# Škopljanci (ruralna cjelina)
Ruralna cjelina Škopljanci je ruralna cjelina zaseoka Škopljanaca, dijela sela Radošića u općini Lećevica.

## Povijest
Ruralna cjelina zaseoka Škopljanci – selo Radošić – smješteno je iza brda Kozjak u Kaštelanskoj zagori. Organiziran je oko nekoliko manjih otvorenih seoskih prostora, okupljališta mještana, koje zatvaraju stambeno-gospodarski objekti. Stambene kuće – prizemnice i katnice s vanjskim stubištem i solarom – sačuvale su u velikoj mjeri izvorne inetrijere s otvorenim ognjištem. Kuće su građene od kamena (priklesanog ili klesanog), krovovi su dvoslivni, s pokrovom od kamenih ploča ili kupe kanalice. Prozori i vrata uokvireni su kamenim pragovima, s drvenim zatvorima. Gospodarske zgrade (pojate s gumnom, štale, svinjci, gnojnice i dr.) smještene su na rubovima zaseoka i građene od grubo obrađenog kamena.

## Zaštita
Pod oznakom Z-3587 zavedena je kao nepokretno kulturno dobro – kulturno-povijesna cjelina, pravnog statusa zaštićenoga kulturnog dobra, klasificirano kao kulturno-povijesna cjelina.